# Isabelle de Gélieu
Isabelle de Gélieu, coniugata Morel de Corgémont (Lignières, 9 luglio 1779 – Corgémont, 18 ottobre 1834), è stata una scrittrice e traduttrice svizzera.

## Biografia
Nata nel 1779 è figlia del pastore Jonas de Gélieu e di sua moglie Marguerite-Isabelle Frêne. All'età di tredici anni, la sua famiglia la mandò a Basilea per imparare il tedesco nel collegio di sua zia Esther Mieg. Tornata a Colombier, dove suo padre era parroco dal 1790, contattò Isabelle de Charrière nel 1795. Quest'ultima riconobbe il suo talento e si propose di impartirle lezioni di inglese. Con Madame de Charrière, Isabelle pubblicò nel 1797 la traduzione francese del romanzo Natura e arte di Elizabeth Inchbald.
Costretta dalla sua famiglia a sposarsi, su sollecitazione di Isabelle de Charrière rompe il fidanzamento e, nel 1801, sposa il pastore Charles-Ferdinand Morel de Corgémont, propostole da Isabelle de Charrière.
In seguito ai moti rivoluzionari del 1830, la casa di Morels si aprì a profughi dalla Svizzera e dalla Polonia, ma Isabelle era combattuta tra la tradizione monarchica della sua famiglia di Neuchâtel e le proprie idee liberali e democratiche, condivise dal marito.
Nel 1833 si ammalò di cancro al seno e morì nel 1834.

## Opere
- La Nature et l'art. Roman par Mistriss Inchbald. Nouvelle traduction par Mlle de G*** et Mme de C***, Paris 1797 (= Neuchâtel, Louis Fauche-Borel)[1]
- Louise et Albert ou Le Danger d'être trop exigeant, Lausanne, Hignou, 1803,[2] Nouvelle édition Neuchâtel 1999, ISBN 2-88080-005-6[3]
  - Albrecht und Luise, eine schweizerische Erzählung nach dem Französischen der Madame ****. Übersetzung von Ludwig Ferdinand Huber. In Flora, Teutschlands Töchtern geweiht von Freundinnen und Freunden des Schönen Geschlechts, IV (1803), p. 68-170[4]
- Gertrude de Wart ou l’épouse fidèle. Roman historique; traduit de l’allemand de M. Appenzeller, par Mme Morel, Paris, A. Eymery, 1818.[5]
- Manuel des Mères de Pestalozzi, traduit de l’allemand. Genève, J.J. Paschoud, 1821[6]
- Annette et Wilhelm, ou la Constance éprouvée, traduit de l'allemand de Kotzebue, par Mme Morel. Paris, L. Tenré, 1821. 2 vol.
- Choix de pièces fugitives de Schiller, trad. de l'allemand par Mme Morel. Paris, Le Normant père, 1825.[7] nouvelle édition Hachette, 2013.
- Journal 1819-1834. Éd. François Noirjean; Jorge Da Silva, préface Caroline Calame. Neuchâtel, Livréo Alphil, 2020 469 p. ISBN 9782889302529